# Carta Democrática Interamericana
La Carta Democrática Interamericana es un instrumento para prevalecer la institucionalidad democrática entre los países americanos firmantes. Fue aprobada el 11 de septiembre de 2001, en sesión especial de la Asamblea de la Organización de los Estados Americanos (OEA) en Lima (Perú) que basó en el caso de la reelección de Alberto Fujimori, y fue propuesta por Javier Pérez de Cuéllar y Diego García-Sayán. Su solicitud es recurrente, 10 veces por al menos las dos primeras décadas, cuando se rompe o altera el orden democrático del país firmante y constituye «un obstáculo insuperable» para la participación de su gobierno en las diversas instancias de la OEA.
El Programa de las Américas del Centro Carter asesoró a la Organización de los Estados Americanos en la elaboración del documento.

## Función de la Carta Democrática
La Carta Interamericana implica en lo político, el compromiso de los gobernantes de cada país con la democracia teniendo como base el reconocimiento de la dignidad humana. En lo histórico, recoge los aportes de la carta de la OEA. En lo sociológico, expresa la demanda de los pueblos de América por el derecho a la democracia y en lo jurídico, aunque se trate de una resolución y no de un tratado, tiene valor importante porque fue expedida como herramienta de actualización e interpretación de la Carta Fundacional de la OEA, dentro del espíritu del desarrollo progresivo del derecho internacional. Una vez aplicada la Carta, se convoca un secretario general o al Consejo Permanente para la toma de decisiones.

### Artículos 17 y 18 de la Carta democrática
El punto más relevante se mencionada Artículo 17 de la Carta democrática. Este señala que:

Cuando el gobierno de un Estado Miembro considere que está en riesgo su proceso político institucional democrático o su legítimo ejercicio del poder, podrá recurrir al Secretario General o el Consejo Permanente, a fin de solicitar asistencia para el fortalecimiento y preservación de la institucionalidad democrática.

Mientras que en la 18 de la mencionada carta:

El Secretario General elevará un informe al Consejo Permanente, y éste realizará una apreciación colectiva de la situación y, en caso necesario, podrá adoptar decisiones dirigidas a la preservación de la institucionalidad democrática y su fortalecimiento

## Aplicación

### Venezuela en 2002
La Carta Democrática Interamericana fue invocada formalmente por primera vez en abril de 2002 con motivo del intento de golpe de Estado en Venezuela que destituyó temporalmente al presidente Hugo Chávez por 47 horas. Los jefes de Estado de 19 países del Grupo de Río estaban celebrando una cumbre en San José de Costa Rica, cuando se conoció la noticia del golpe y pudieron emitir una declaración conjunta el 12 de abril condenando el intento de toma de poder y convocando a una sesión especial de la Asamblea General a celebrarse. Uno de los líderes que hizo un llamado inmediato a una sesión especial fue el presidente mexicano Vicente Fox –él mismo no partidario de las políticas de Chávez y quien tres años más tarde llamaría al embajador de su país en Caracas después de que Chávez llamara a su homólogo mexicano un "cachorro de perro del Imperio"–. Según trascendió, Chávez volvió al poder antes de que se pudieran tomar medidas adicionales para convocar la Asamblea General.

### Honduras en 2009
La Carta Democrática Interamericana no volvió a invocarse hasta el golpe de Estado en Honduras de 2009. El presidente de los Estados Unidos, Barack Obama declaró que el golpe violaba la Carta Democrática. Fue la primera vez que se declaró la suspensión de un país miembro.

### Venezuela en 2014
En el aniversario de un mes de continuas protestas y disturbios políticos en Venezuela, el Secretario de Estado de los Estados Unidos, John Kerry, dijo en una audiencia ante la Cámara de Representantes que Estados Unidos estaba preparado para invocar la Carta Democrática sobre Venezuela si fuera necesario.

### Venezuela en 2016
El 19 de mayo, la Asamblea Nacional de Venezuela solicitó formalmente al secretario general de la Organización de los Estados Americanos, Luis Almagro, la aplicación de la Carta Democrática Interamericana en vista de la situación económica y política del país, incluida la crisis económica, el control de facto por parte del Presidente Maduro de los poderes judicial y electoral, un decreto de "estado de excepción y emergencia económica" aprobado sin aprobación parlamentaria y amenazas del presidente Maduro de cerrar la Asamblea Nacional e impedir un referéndum revocatorio promovido por la oposición. El 31 de mayo, a pesar de las considerables críticas de los gobiernos de izquierda, Almagro convocó una reunión de emergencia que podría haber resultado en la expulsión de Venezuela de la OEA.

### Guatemala en 2023
La Organización de los Estados Americanos activó el artículo 18 de la Carta Democrática debido a la Crisis política en Guatemala de 2023.